# Matsudaira Tadayoshi
Matsudaira Tadayoshi (松平忠吉, né en 1580 et mort en 1607) est un samouraï de l'époque Azuchi Momoyama et du début de l'époque d'Edo. Mis au monde par dame Saigō, il est le quatrième fils de Ieyasu Tokugawa (Ieyasu se nomme Matsudaira Takechiyo à sa naissance).
Matsudaira Tadayoshi est d'abord adopté par Matsudaira Ietada, chef de la branche Fukōzu du clan Matsudaira, et, en 1592, reçoit le domaine d'Oshi aux revenus de 100 000 koku.
En 1600, il participe à la bataille de Sekigahara, soutenant son père contre les forces d'Ishida Mitsunari. À cette occasion, il combat également contre les forces de Shimazu Yoshihiro.
Après la bataille, il est transféré au domaine de Kiyosue (valorisé à 240 000 koku).

## Source de la traduction
- (es) Cet article est partiellement ou en totalité issu de l’article de Wikipédia en espagnol intitulé « Matsudaira Tadayoshi » (voir la liste des auteurs).